# A Boa Reguladora
A Boa Reguladora Lda., kurz Reguladora, ist ein Uhrenhersteller, der auch als Uhrenmanufaktur und Uhrenrestaurationsbetrieb funktiert. Sie gilt als die älteste bestehende Uhrfabrik der Iberischen Halbinsel.

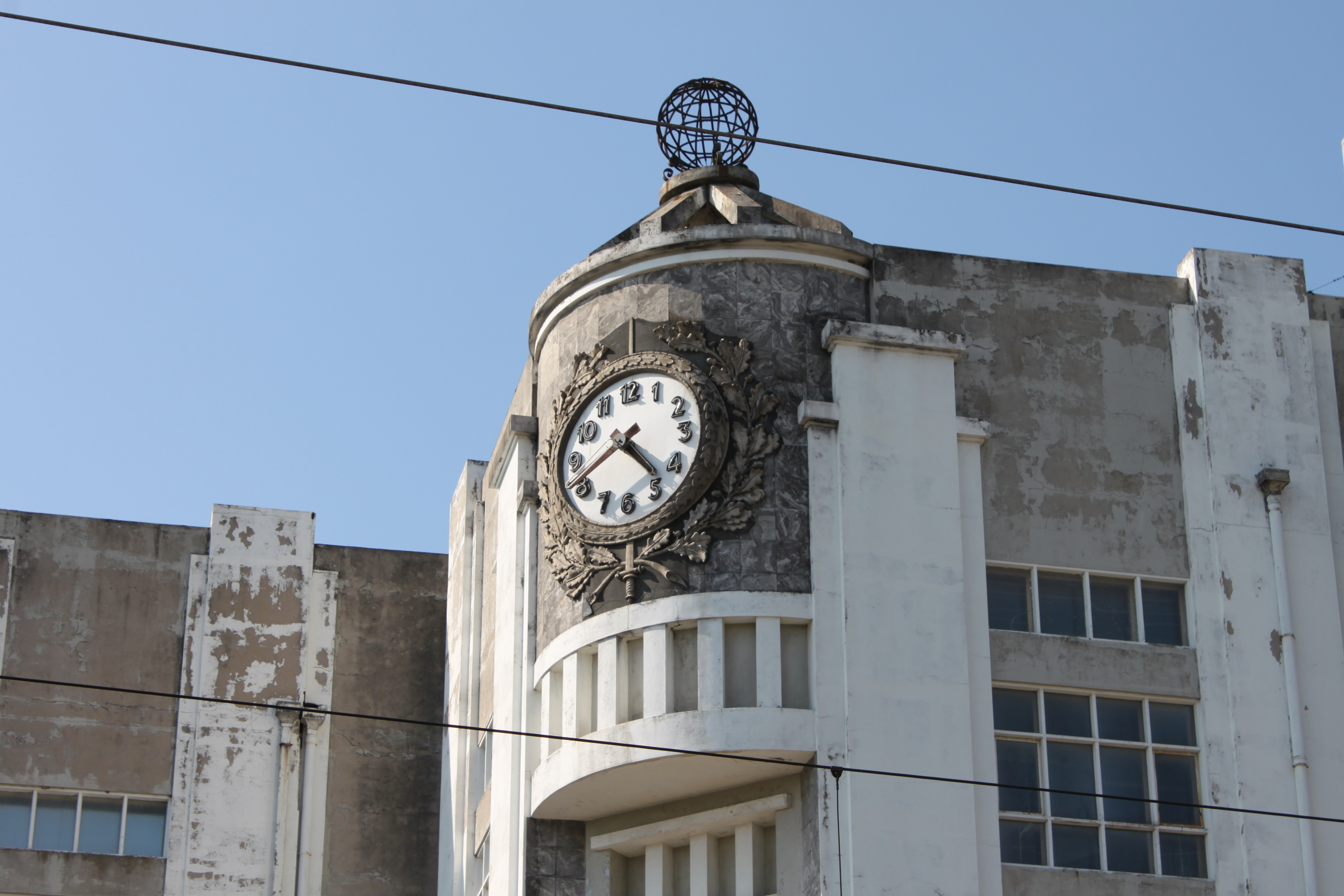
Teilansicht der historischen Reguladora-Uhrenfabrik

## Unternehmensgeschichte

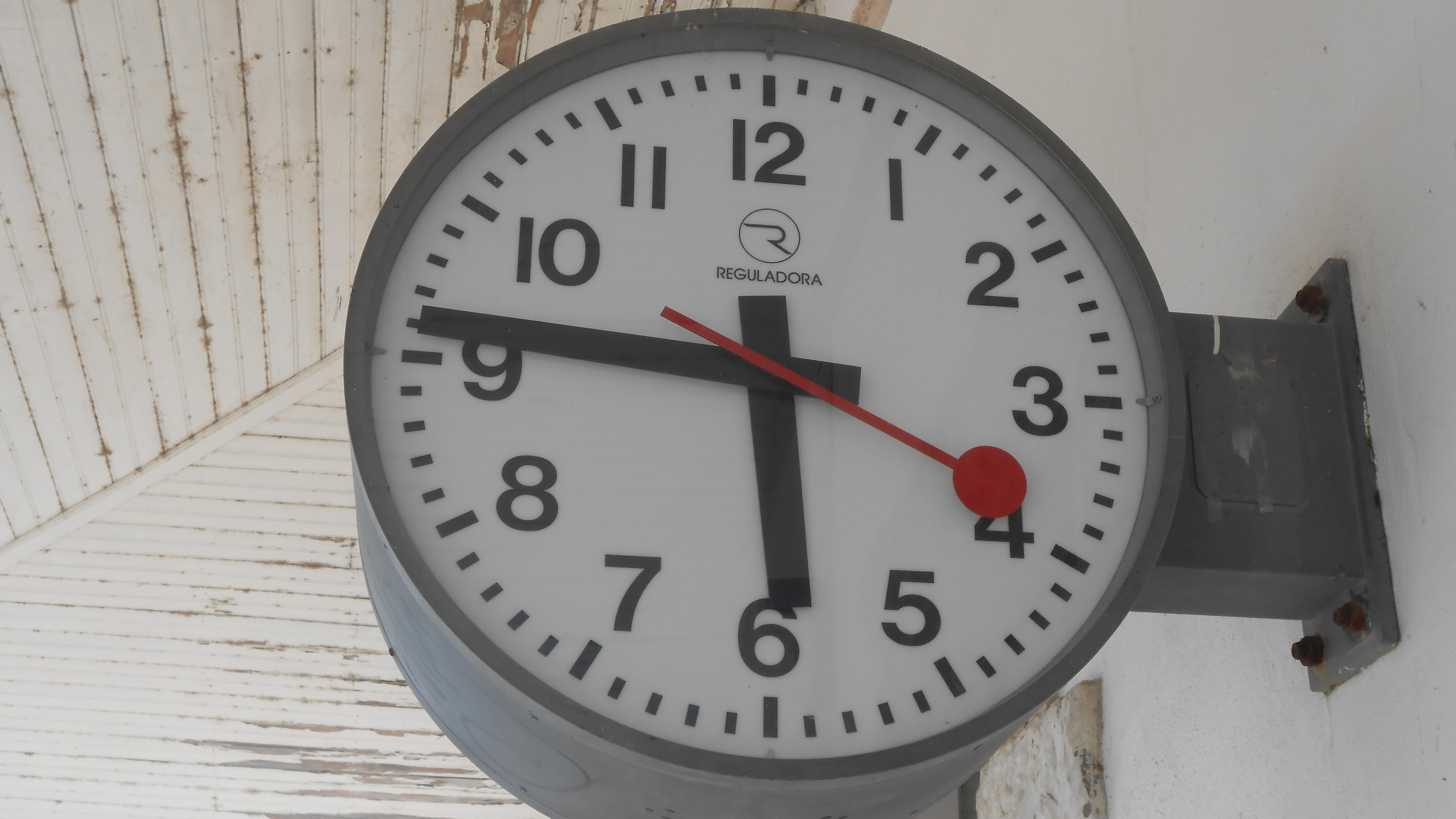
Bahnhofsuhr in Fontela, einem Bahnhof der Strecke Ramal de Alfarelos

Die Fabrik wurde 1892 durch José Gomes Carvalho gegründet, Vater des späteren Arztes und konservativen Politikers Abílio Garcia de Carvalho.
Die Fabrik begann mit der Produktion von mechanischen Wand- und Tischuhren. In den 1950er Jahren erweiterte sie ihre Tätigkeit auf die Herstellung von Standuhren, Armbanduhren und Wecker.
Später kam u. a. auch die Fabrikation elektronischer Uhren für den Haushalt und die Industrie dazu. Einige ihrer klassischen mechanischen Modelle stellt die Fabrik daneben bis heute her, oft mit Schweizer Mechanik.